# Bursite
A bursite é a inflamação de uma bolsa sinovial, um saco membranoso revestido por células endoteliais. Ela pode ou não se comunicar com as membranas sinoviais das articulações. A função desta bolsa é evitar o atrito entre duas estruturas (por exemplo, tendão e osso ou tendão e músculo) ou proteger as proeminências ósseas. As bursas estão localizados próximas a articulações. Qualquer processo inflamatório nestes tecidos moles será percebido frequentemente por pacientes como dor na articulação e, equivocadamente como artrite.

## Causas
- Traumatismos
- Infecções
- Lesões por esforço
- Uso excessivo das articulações
- Movimentos repetitivos
- Artrite (inflamação das articulações)
- Gota (depósito de cristais de ácido úrico na articulação)

## Tratamento
O tratamento inclui uso de analgésicos e anti-inflamatórios, relaxantes musculares, aplicação de gelo e restrição dos movimentos da área afetada. Deve-se fazer alongamento para fortalecer os músculos e corrigir os movimentos que causam o impacto. 
O acompanhamento multiprofissional pode ajudar o indivíduo a ter uma melhor qualidade de vida uma vez que a doença afeta os componentes do desempenho ocupacional comprometendo o desempenho e autonomia na realização de suas AVDs.

## Recomendações
- Não se automedique;
- Analgésicos podem ser contra-indicados para mulheres grávidas e pessoas com histórico de úlcera;
- Deixe a área afetada descansar o máximo possível;
- Faça aplicações de gelo no local;
- Procure descobrir as atividades que disparam o processo inflamatório e evite-as;
- Faça exercícios de alongamento, fortalecimento muscular e dos tendões ou fisioterapia apenas sob a orientação de um profissional especializado.

## Advertência
Pressão no peito e dor que se reflete pelos braços e costas podem ser indicativas de um problema cardíaco, e não de bursite. Procure assistência médica com urgência.